# Nol Roos
Arnoldus Theodorus Antonius (Nol) Roos (6 april 1964) is een Nederlands televisiepresentator, televisie -en filmproducent, nieuws-correspondent, artiest en schrijver.

## Carrière
Nol Roos was van 1995 tot 2002 verslaggever bij weekblad Aktueel. Roos presenteerde homeshoppingprogramma's op RTL en SBS6. Het grootste deel van zijn werk als presentator deed hij samen met Vanessa Thuyns (Via 5 en RTL Shop).  Roos maakte ook een programma voor RTL 4 met Johan Vlemmix en Emile Ratelband, getiteld Vlemmix, Roos en Ratelband. Voor SBS6 produceerde en regisseerde Roos de reallifesoap van Grad Damen. Sinds 1 september 2007 was hij eigenaar van de lokale commerciële zender TV73. Deze zender is medio 2020 gestopt met uitzenden.
Verder produceerde Roos voor diverse Nederlandse artiesten videoclips. Roos vormde samen met Frank Hoek het duo Bad Brothers met nummers uit het Nederlandstalige en partygenre. Bad Brothers hebben 18 singles die alle een top 20-notering behaalden. Samen met diezelfde Frank Hoek maakt Roos ook schlagermuziek.
Hij is de oprichter van een lokale politieke partij in 's-Hertogenbosch, de Bossche Volkspartij. Op 6 januari 2015 trad hij als lijsttrekker toe tot de gemeenteraad van 's-Hertogenbosch. In oktober 2018 nam hij afscheid vanwege verhuizing uit de gemeente.
Sinds 1 januari 2020 is Roos samen met zijn vrouw eigenaar van een recreatiepark te Boxtel.

## Discografie

### Singles
| Single met eventuele hitnotering(en) in de Nederlandse Top 40 | Datum van verschijnen | Datum van binnenkomst | Hoogste positie | Aantal weken | Opmerkingen       |
| ------------------------------------------------------------- | --------------------- | --------------------- | --------------- | ------------ | ----------------- |
| Een bussie vol met Polen!!                                    | 2007                  | 26-01-2008            | 1               | 8            | met Johan Vlemmix |